# Florence Foster Jenkins
Florence Foster Jenkins (nacida Narcissa Florence Foster; Wilkes-Barre, Pensilvania; 19 de julio de 1868 - Nueva York, 26 de noviembre de 1944), fue una socialité y soprano lírica estadounidense que ganó fama tanto por sus extravagantes vestuarios en el escenario como por su notoria falta de habilidad para el canto, lo que la convirtió en blanco frecuente de burlas.
A pesar de su notoria falta de habilidad técnica, Florence Foster Jenkins se convirtió en una destacada figura de culto dentro del camp musical en la ciudad de Nueva York durante las décadas de 1920, 1930 y 1940. Su fama creció gracias a sus extravagantes presentaciones, atrayendo a admiradores célebres como Cole Porter, Gian Carlo Menotti, Lily Pons, Sir Thomas Beecham, entre otros. Incluso se dice que Enrico Caruso la consideraba con afecto y respeto.

## Biografía
Jenkins recibió lecciones de música en su niñez y pronto expresó su deseo de viajar al extranjero para continuar tales estudios. Aun siendo de familia acomodada, su padre rehusó pagarle el pasaje, así que se fugó a Filadelfia con Frank Thornton Jenkins, un médico que más tarde se convertiría en su marido (se divorciaron en 1902). Tras su llegada a Filadelfia empezó a ganarse la vida como maestra y pianista. Después de la muerte de su padre en 1909, Jenkins heredó una suma de dinero que le permitió comenzar su carrera musical, habiendo sido antes disuadida por sus padres y su antiguo marido. Entró a formar parte de la vida musical de Filadelfia y más tarde de la de Nueva York, donde fundó y financió The Verdi Club, tomó lecciones de canto y empezó a dar recitales, siendo su primero en 1912. La muerte de su madre en 1928, cuando Florence tenía 60 años, le proporcionó libertad y recursos adicionales a la hora de perseguir sus objetivos.
Basándose en sus grabaciones, es evidente que Jenkins tenía muy poco sentido del oído y el ritmo y era a duras penas capaz de mantener una nota. Era normal que su acompañante hiciera ajustes para compensar sus variaciones de tempo y fallos rítmicos. Aun así se hizo grandemente famosa, ya que al parecer el público la adoraba por la diversión que proveía en lugar de por su habilidad musical. Los críticos a menudo eran tan crueles que bien pudieron servir para llamar la atención y la curiosidad del público.
A pesar de su patente falta de habilidad, Jenkins estaba firmemente convencida de su grandeza. Se ponía a sí misma a la altura de sopranos de renombre como Frieda Hempel y Luisa Tetrazzini, y disculpaba las risas que a menudo provenían de la audiencia durante sus actuaciones como procedentes de rivales consumidos por «envidia profesional». Era consciente, sin embargo, de sus críticas, a las que una vez respondió: «La gente puede decir que no sé cantar, pero nadie podrá decir nunca que no canté».
La música de los recitales de Jenkins era una mezcla del repertorio operístico estándar de Wolfgang Amadeus Mozart, Giuseppe Verdi y Richard Strauss (todos ellos más allá de su habilidad técnica), Lieder (incluyendo obras de Johannes Brahms y "Clavelitos" de Joaquín Valverde Sanjuán, su partitura favorita) y canciones compuestas por ella misma o su acompañante, Cosmé McMoon, de quien consta que ponía caras a Jenkins por la espalda para provocar la risa de los espectadores. Después de su muerte le intentó robar su herencia declarando ser su amante, aunque había una amplia evidencia que indicaba que él era homosexual. Jenkins a menudo llevaba elaborados disfraces que diseñaba ella misma, algunas veces aparecía con alas y espumillón y, para "Clavelitos", arrojando flores a la audiencia mientras ondeaba un abanico y lucía más flores en su pelo.
Después de un accidente de taxi en 1943 descubrió que podía cantar «un fa más alto que nunca». En lugar de una demanda contra la compañía de taxis, le envió una caja de puros caros y de alta calidad al conductor.
A pesar de la petición pública de más apariciones, Jenkins restringió sus actuaciones en directo a unos pocos favoritos y a su recital anual en el auditorio del Ritz-Carlton de Nueva York. La asistencia a sus recitales estaba siempre limitada a su leal club de señoras y otros pocos elegidos (ella misma se encargaba de distribuir las entradas). Con 76 años, Jenkins finalmente cedió a los deseos de sus admiradores y actuó en el Carnegie Hall el 25 de octubre de 1944. Fue tal la anticipación con la que se anunció la actuación, que las entradas se agotaron con semanas de antelación. Jenkins murió un mes después.

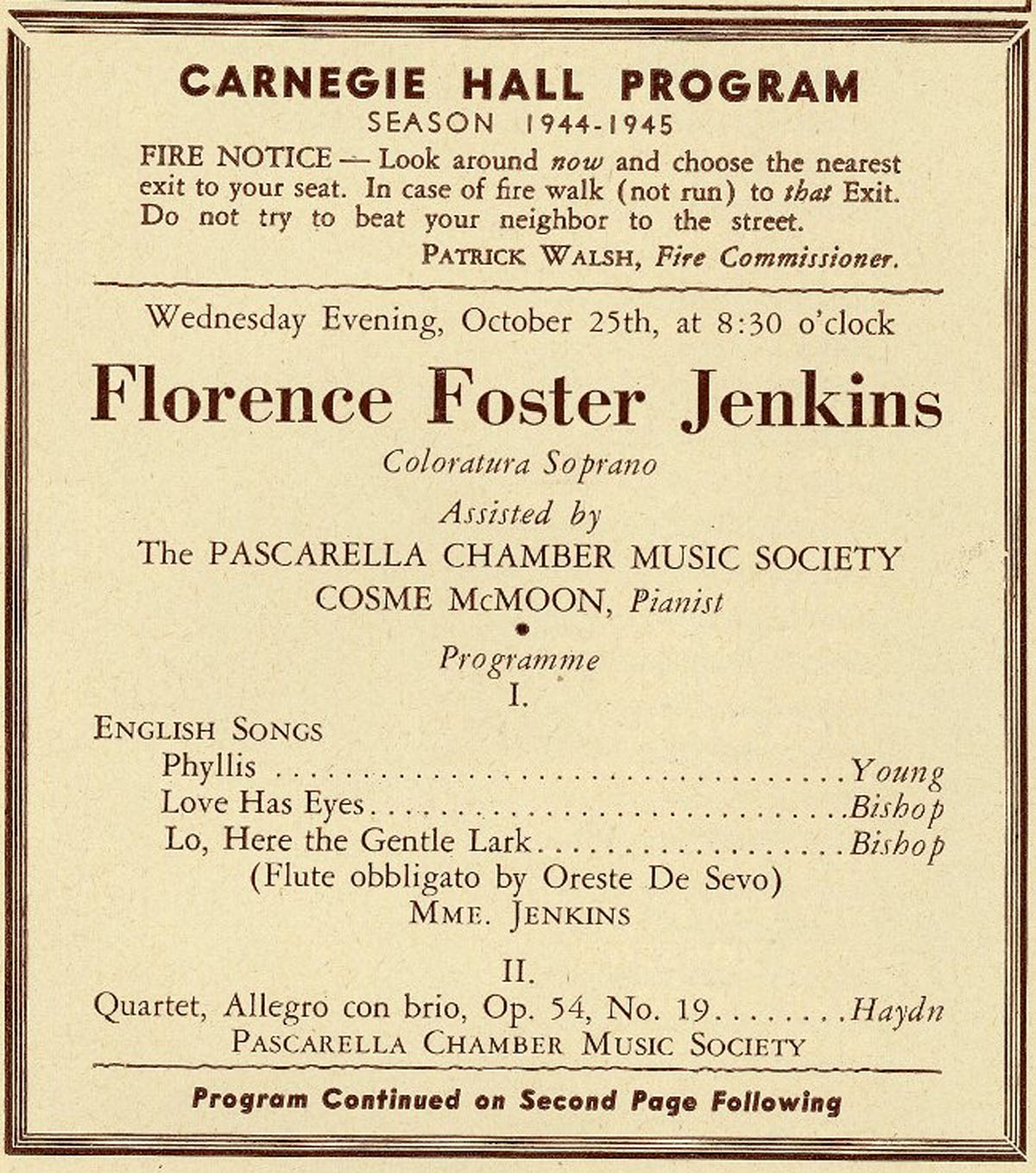
Programa del evento (25/10/1944)

Se dijo que los 32 años de carrera musical de Jenkins fueron una elaborada broma sobre el público, lo cual parece contradecirse con la afirmación de que su muerte después de su actuación en el Carnegie Hall fue resultado del rechazo de los críticos. Sin embargo, hay muy pocas evidencias que constaten dichas afirmaciones. Todo parece indicar que Florence Foster Jenkins murió con el mismo feliz y convencido sentido de plenitud que prevaleció durante toda su vida artística.

## Discografía
Jenkins grabó nueve arias en cinco discos de 78-rpm, que fueron más tarde reorganizadas en tres CD. 
- The Muse Surmounted: Florence Foster Jenkins and Eleven of Her Rivals (Homophone Records), contiene solo una de las actuaciones de Jenkins, "Valse Caressante", para voz, flauta y piano, pero incluye una entrevista con el compositor, su acompañante Cosmé McMoon.
- The Glory of the Human Voice (RCA Victor), contiene las otras 8 arias, todas acompañadas por McMoon.
- Murder on the High C's (Naxos), contiene sus 9 arias más actuaciones de otros, pero carece de la entrevista con McMoon. Un fragmento, particularmente atroz, puede apreciarse en la versión de este artículo en la Wikipedia inglesa.

## Jenkins en la cultura popular
En 2001, una obra de teatro sobre Jenkins, de Chris Ballance, fue representada en el Edinburgh Fringe. Otra obra sobre la vida de Jenkins, Souvenir, se estrenó en Broadway en noviembre de 2005, protagonizada por Judy Kaye como Jenkins. Casi al mismo tiempo, una nueva obra sobre Jenkins, Glorious, de Peter Quilter, fue estrenada en septiembre de 2005 en el West End de Londres en Inglaterra, protagonizada por Maureen Lipman, quien, en palabras del crítico del New York Times, aportó el requerido "canto terrible". La obra de Quilter estuvo en producción con éxito en 24 países y 14 idiomas.
La película de comedia francesa Madame Marguerite (2015), del director Xavier Giannoli, es una adaptación libre de la vida de Florence Foster Jenkins, donde la baronesa Marguerite Dumont, al igual que la millonaria estadounidense, se dedica a ofrecer recitales de ópera a pesar de no poseer ningún talento. Ubicada en la década de 1920 en las afueras de París, otra de las diferencias con la historia de Jenkins radica en que las presentaciones del personaje de Giannoli —interpretado por Catherine Frot—- se limitan a eventos de caridad organizados frente a amigos.
En 2016 se estrenó la película Florence Foster Jenkins, basada en la biografía de Florence Foster Jenkins, dirigida por Stephen Frears y con Meryl Streep y Hugh Grant como Florence Foster y St. Clair Bayfield, respectivamente.